# Castlegar
Castlegar est une cité (city) de la Colombie-Britannique située dans le district régional de Central Kootenay, et dans la région des Kootenays d'Ouest. Elle possède une importante population d'origine russe appartenant à la communauté doukhobore.

## Situation
Castlegar se situe dans le sud-est de la Colombie-Britannique, sur le confluent de la Kootenay et du Columbia. La frontière avec les États-Unis se situe à 35 km au sud.

## Histoire
Les Doukhobors se sont installés dans la région à partir de 1908.

## Démographie
En tant que localité désignée dans le recensement de 2011, Castlegar a une population de 7 816 habitants dans 3 349 de ses 3 517 logements, soit une variation de 7,7 % par rapport à la population de 2006. Avec une superficie de 19,58 km2, cette cité possède une densité de population de 399,3 hab/km2 en 2011.
Concernant le recensement de 2006, Castlegar abritait 7 259 habitants dans 3 062 de ses 3 225 logements. Avec une superficie de 19,80 km2, cette cité possédait une densité de population de 366,6 hab/km2 en 2006.
| 2001  | 2006  | 2011  | 2016  |
| ----- | ----- | ----- | ----- |
| 7 585 | 7 259 | 7 816 | 8 039 |

## Jumelage
- Yueyang (Chine), depuis le 21 octobre 1992[6].